# 1959年新加坡大选

1959年新加坡立法议會大选是于1959年5月30日在新加坡举行的大选，以选出新加坡立法议员。根据1959年新加坡宪法，立法议會全部由新加坡全民选出，在立法议會席次中赢得多数的政党将组成执政政府，与现在的新加坡国会十分相似。
1959年4月25日进行提名，5月30日进行投票。在此次大选，李光耀领导的人民行动党（PAP）最终取得压倒性胜利，在51席中赢得43席。
1959年大选是人民行动党在成为新加坡执政党方面取得的第一次胜利。目前，人民行动党仍是新加坡的执政党，也从未失去对新加坡立法机关的絕對控制权。這是新加坡自治后举行的第一次选举。